# Terry Stafford
Terry Stafford (* 22. November 1941 in Hollis, Oklahoma; † 17. März 1996 in Amarillo, Texas) war ein US-amerikanischer Sänger.

## Leben
Terry Stafford wuchs in Amarillo im Staat Texas auf. Nach dem Highschoolabschluss an der Palo Duro High School in Amarillo ging er nach Los Angeles, um Musiker zu werden. Durch die Stimmenähnlichkeit mit Elvis Presley konnte Stafford mit dem Song Suspicion im Jahr 1964 seine erste Chartplatzierung erreichen. Der Song Suspicion wurde von Doc Pomus und Mort Shuman für Elvis Presley geschrieben, der damit keinen Hit landen konnte.

## Diskografie

### Alben
| Jahr | Titel Musiklabel Katalog-Nr. | Höchstplatzierung, Gesamtwochen, AuszeichnungChartsChartplatzierungen (Jahr, Titel, Musiklabel Katalog-Nr., Platzierungen, Wochen, Auszeichnungen, Anmerkungen) | Anmerkungen |
| Jahr | Titel Musiklabel Katalog-Nr. | US | Anmerkungen |
| ---- | ---------------------------- | --- | ----------- |
| 1964 | Suspicion! Crusader CLP-1001 | US81 (11 Wo.)US |             |

Weitere Alben
- 1973: Say, Has Anybody Seen My Sweet Gypsy Rose

### Singles
| Jahr | Titel Album                                                                        | Höchstplatzierung, Gesamtwochen, AuszeichnungChartplatzierungen (Jahr, Titel, Album, Platzierungen, Wochen, Auszeichnungen, Anmerkungen) | Höchstplatzierung, Gesamtwochen, AuszeichnungChartplatzierungen (Jahr, Titel, Album, Platzierungen, Wochen, Auszeichnungen, Anmerkungen) | Höchstplatzierung, Gesamtwochen, AuszeichnungChartplatzierungen (Jahr, Titel, Album, Platzierungen, Wochen, Auszeichnungen, Anmerkungen) | Höchstplatzierung, Gesamtwochen, AuszeichnungChartplatzierungen (Jahr, Titel, Album, Platzierungen, Wochen, Auszeichnungen, Anmerkungen) | Anmerkungen                                                |
| Jahr | Titel Album                                                                        | DE | UK | US | Country | Anmerkungen                                                |
| ---- | ---------------------------------------------------------------------------------- | --- | --- | --- | --- | ---------------------------------------------------------- |
| 1964 | Suspicion Suspicion!                                                               | DE30 (4 Wo.)DE | UK31 (9 Wo.)UK | US3 (15 Wo.)US | — | Crusader B-Seite: Judy                                     |
| 1964 | I’ll Touch A Star Suspicion!                                                       | — | — | US25 (8 Wo.)US | — | Crusader B-Seite: Playing With Fire                        |
| 1974 | Amarillo By Morning Say, Has Anybody Seen My Sweet Gypsy Rose                      | — | — | — | Country31 (14 Wo.)Country | Atlantic B-Seite: Say Has Anybody Seen My Sweet Gypsy Rose |
| 1974 | Say Has Anybody Seen My Sweet Gypsy Rose Say, Has Anybody Seen My Sweet Gypsy Rose | — | — | — | Country35 (12 Wo.)Country | B-Seite von Amarillo By Morning                            |
| 1974 | Captured Say, Has Anybody Seen My Sweet Gypsy Rose                                 | — | — | — | Country24 (13 Wo.)Country | Atlantic B-Seite: It Sure Is Bad To Love Her               |
| 1974 | Stop If You Love Me –                                                              | — | — | — | Country69 (5 Wo.)Country | Atlantic B-Seite: We’ve Grown Close                        |
| 1977 | It Sure Is Bad To Love Her –                                                       | — | — | — | Country94 (4 Wo.)Country | Casino                                                     |
| 1989 | Lonestar Lonesome –                                                                | — | — | — | Country89 (3 Wo.)Country | Player B-Seite: Falling                                    |

Weitere Singles
- 1963: You Left Me Here To Cry (Come On Home) / Heartache On The Way, A&M
- 1964: Follow The Rainbow / Are You A Fool Like Me?, Crusader
- 1964–65: Hoping / A Little Bit Better, Crusader
- 1966: Out Of The Picture / Forbidden, Mercury
- 1966: Soldier Boy / When Sin Stops-Love Begins, Sidewalk
- 1969: Big in Dallas / Will A Man Ever Learn, Warner Bros.
- 1975: Darling Think It Over / Same, Melodyland